# 爱弥儿
《爱弥儿：论教育》（法語：Émile: ou De l'éducation），亦有译名作《爱弥尔：论教育》，是让-雅克·卢梭自认为是“我的所有作品中最好、最重要的一部”在很大程度上是一篇关于人类天性的哲学论文，致力于探讨关于个人与社会关系的政治和哲学问题；特别是个人如何在不可避免趋于堕落的社会中保持天性中的善良。在《爱弥儿》中，卢梭试图描绘一个教育体系，使他在《社会契约论》（1762年）中的“自然人”能在不可避免趋于堕落的社会中生活。卢梭描写爱弥儿和他的家庭教师的故事，以说明如何教育出一个理想的公民。爱弥儿不是一本详细的育儿指南，不过在其中的确有一些教育子女特别的忠告。这是西方第一个完整的教育哲学、第一部教育小说。康德称赞《爱弥儿》的出版是跟法国大革命相提并论的大事件。

### 引用
1. ↑  让-雅克·卢梭：《忏悔录》，1762年, 529-30.
2. ↑  Boyd, William.《让-雅克·卢梭的教育理论》. London: Longmans, Green and Co.（1911）, 127.
3. ↑  卢梭回应对他的误解：“-{{{#parsoid\0fragment:0}}}-”[这是一个新的教育体系，概述我对于学习贡献，我不是提供父母一种方法，这是我从未预期的]Qtd. in Peter Jimack, Rousseau: Emile. London: Grant and Cutler, Ltd.（1983）, 47.

### 书籍
- Bloch, Jean.《卢梭学说与18世纪法国的教育》. Oxford: Voltaire Foundation, 1995.
- Boyd, William.《让-雅克·卢梭的教育理论》. London: Longmans, Green and Co., 1911
- Jimack, Peter. Rousseau: Emile. London: Grant and Cutler, Ltd., 1983.
- 让-雅克·卢梭：《爱弥儿》. Trans. Allan Bloom. New York: Basic Books, 1979.
- 让-雅克·卢梭：Emilius and Sophia; or, The Solitaries. London: Printed by H. Baldwin, 1783.